# Maassluis

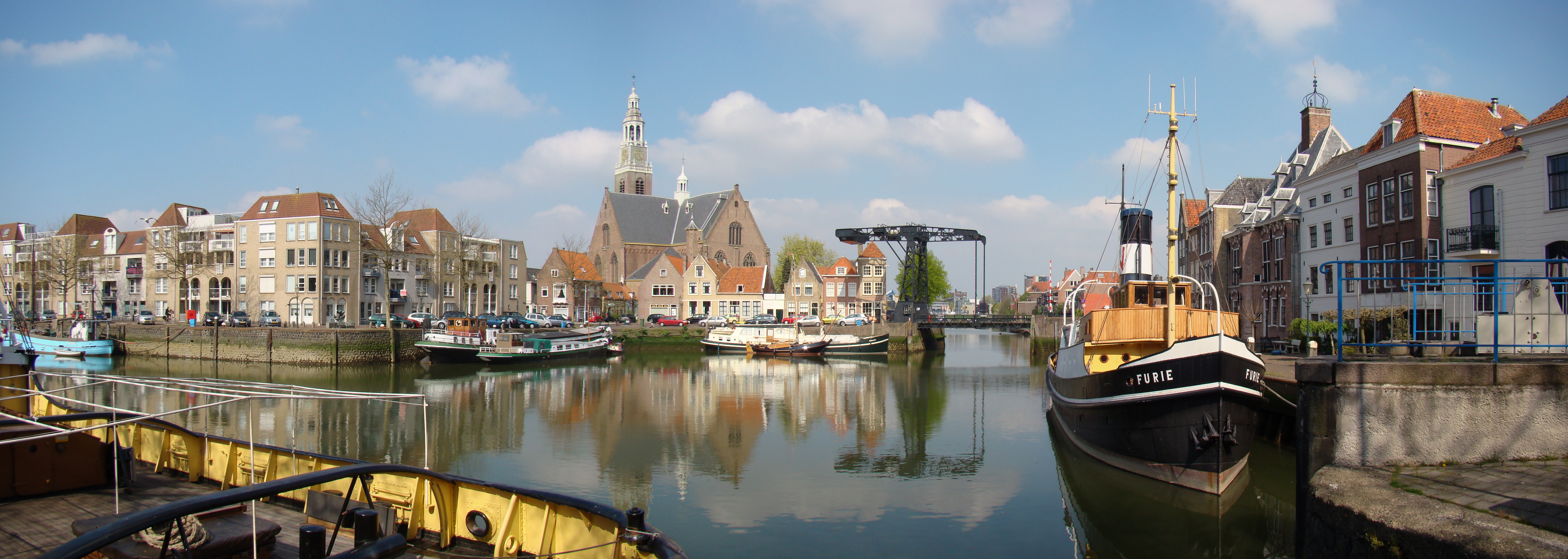
church: de Grote Kerk

Maassluis (pronunciación: /maˑˈslœy̆s/, /maˑˈslʌy̆s/ⓘ, aprox. maslaus; población: 31.625 en 2010) es una ciudad ubicada al oeste de los Países Bajos, en la provincia de Holanda Meridional. La municipalidad cubre un área de 10,11 km² (de los cuales 1,51 km² son agua).
Fundado en 1340. Recibió el estatus de ciudad en 1811. También fue el escenario del clásico holandés de culto, Spetters, filmada por el reconocido director Paul Verhoeven en 1980.

## Historia
Maassluis fue fundada alrededor de 1340, como un establecimiento cercano a una esclusa (en neerlandés: sluis) en la barrera de mar ubicada entre el Mar del Norte y Róterdam. Originalmente, llamada Maeslandsluys, solía ser parte de Maesland. En 1489 el establecimiento fue saqueado. Durante la guerra de los Ochenta Años, Philips de Marnix, comenzó a construir un muro de defensa, pero antes de que fuese completado fue ocupado por los españoles en 1573 y Philips de Marnix fue tomado como prisionero. Un año más tarde Maeslandsluys fue saqueado por las tropas españolas.
El 16 de mayo de 1614, Maeslandsluys se separó de Maesland por la cuenta de Holanda y se renombró como Maassluis. Esta separación debe haber tenido bases religiosas: Maassluis era predominantemente protestante, mientras que Maasland era católico. En 1624 el muro de defensa fue demolido para ceder el espacio a la Gran Iglesia, cuya construcción comenzó en 1629. La construcción fue detenida por cinco años porque los soldados de Dunkirk hicieron redadas en varios botes pesqueros de Maassluis y arrojaron a los tripulantes por la borda. En 1639 la Gran Iglesia fue finalizada. El 4 de diciembre de 1732, fue inaugurado el famoso Órgano Garrels. Construido desde 1730 hasta 1732 por Rudolf Garrels, un alumno de Arp Schnitger, fue un regalo de Govert van Wijn, un propietario de barcos de Maassluis.

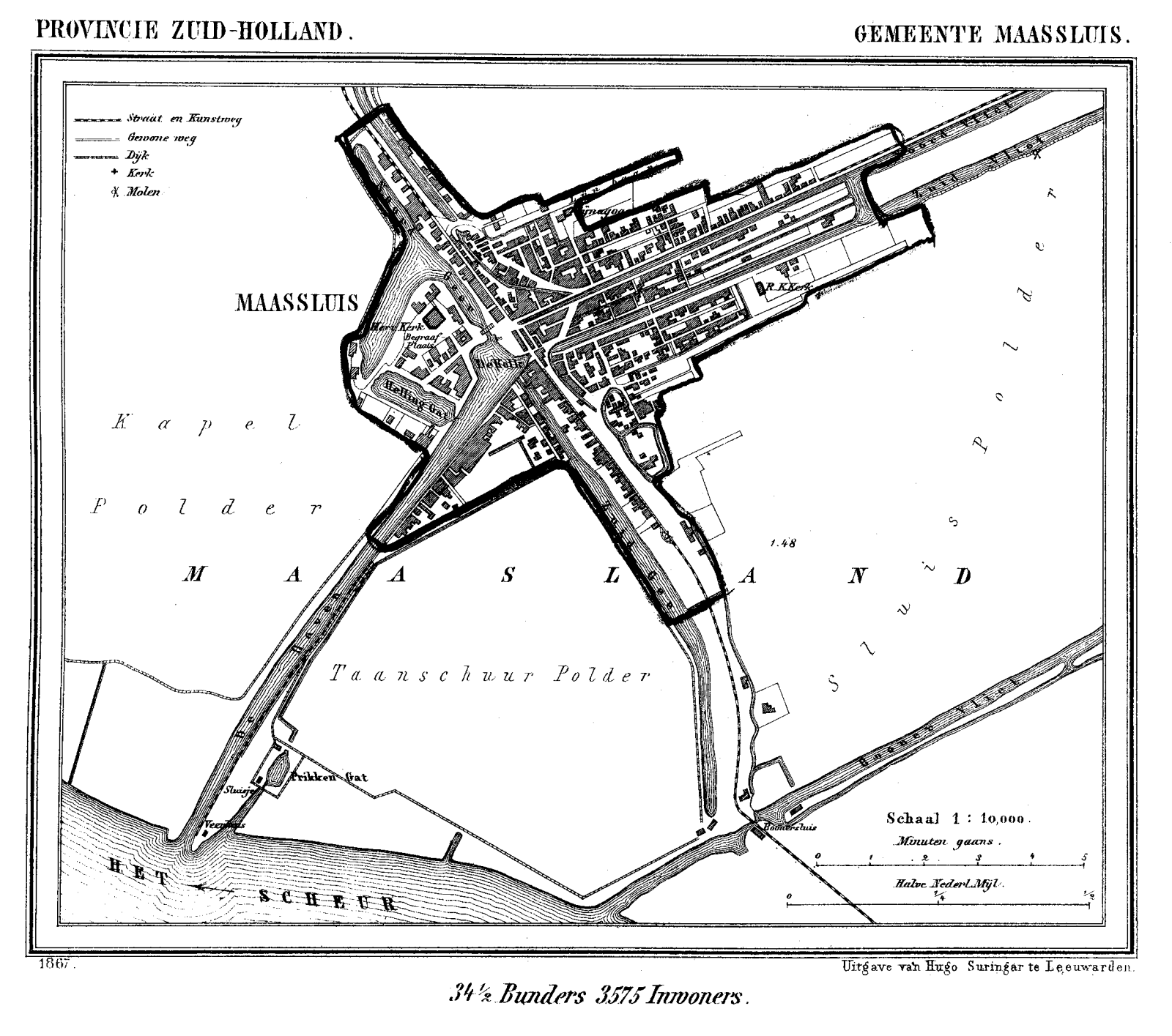
Maassluis en 1867.

En 1811 Napoleón Bonaparte le dio a Maasluis el estatus de ciudad.
Durante la Segunda Guerra Mundial, como muchas otras ciudades de Holanda, la población económicamente activa de Maassluis fue transferida a Alemania para apoyar en la guerra. La antigua iglesia de Maassluis sufrió muchísimo durante la Segunda Guerra, cuando fue atacada por los Aliados.

## Economía
Maassluis dependió históricamente de la industria de la pesca. Sus pescadores solían realizar su trabajo cerca de la costa del Mar del Norte y de la costa de Islandia; sin embargo, en el siglo XIX la ciudad se convirtió en el hogar de la compañía L. Smit & Co. y la empresa marina W.A. van den Tak, las cuales se fusionaron y comenzaron a ser conocidas como Smit-Tak, actualmente una división de la industria Smit International. Además, hoy en día continúa existiendo una agencia de botes llamada Royal Dirkzwager.

## Nacidos en Maassluis
- Abraham Kuyper (1837 - 1920), primer ministro, periodista, teólogo
- Cornelis Lievense (1899 - 1949), hombre de negocios
- Bas van Toor (nacido en 1935), comediante
- Maarten 't Hart (n. 1944), biólogo, escritor
- Jan Verhaas (n. 1966), árbitro
- Koen Pijpers (n. 1969), jugador de hockey
- Serge Zwikker (n. 1973), baloncestista
- Khalid Boulahrouz (n. 1981), futbolista

## Galería de imágenes

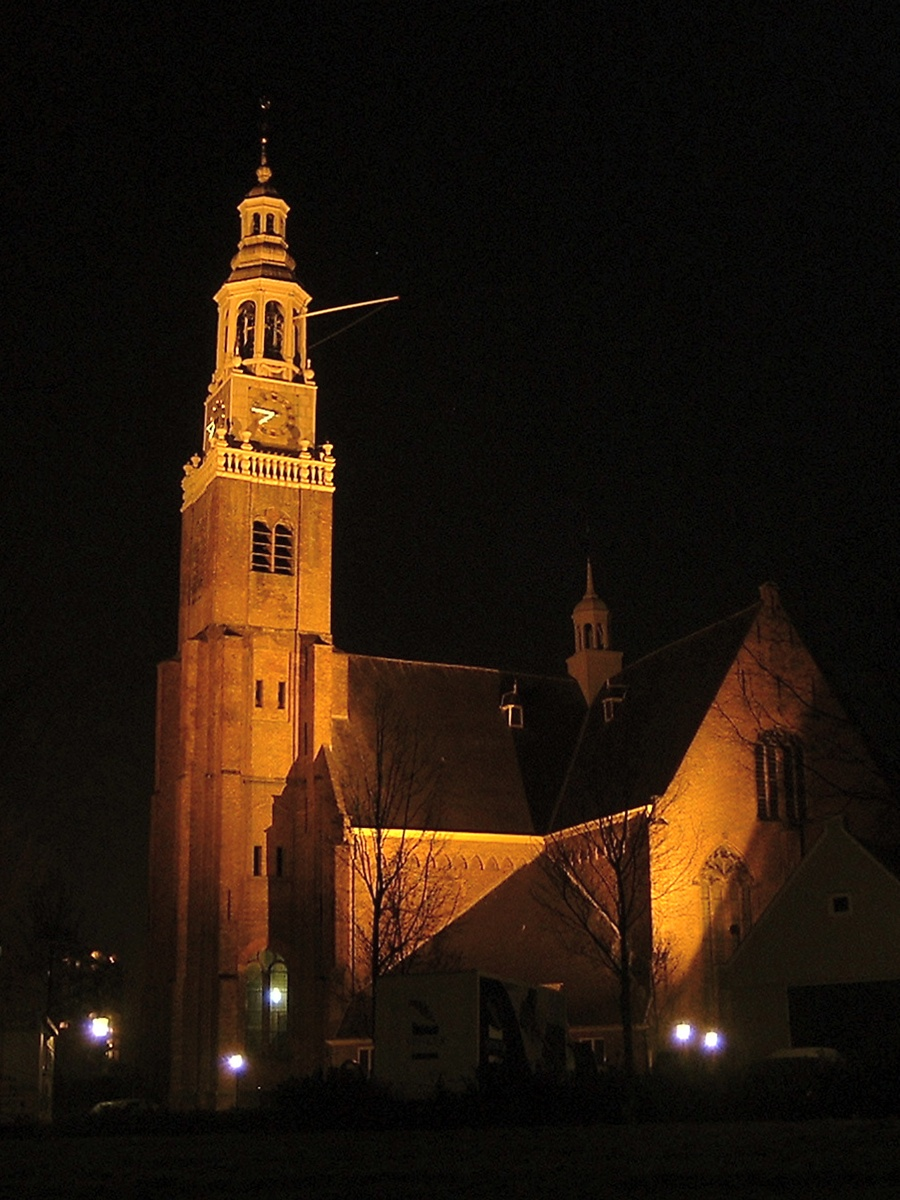
Gran Iglesia (Grote Kerk) de Maassluis
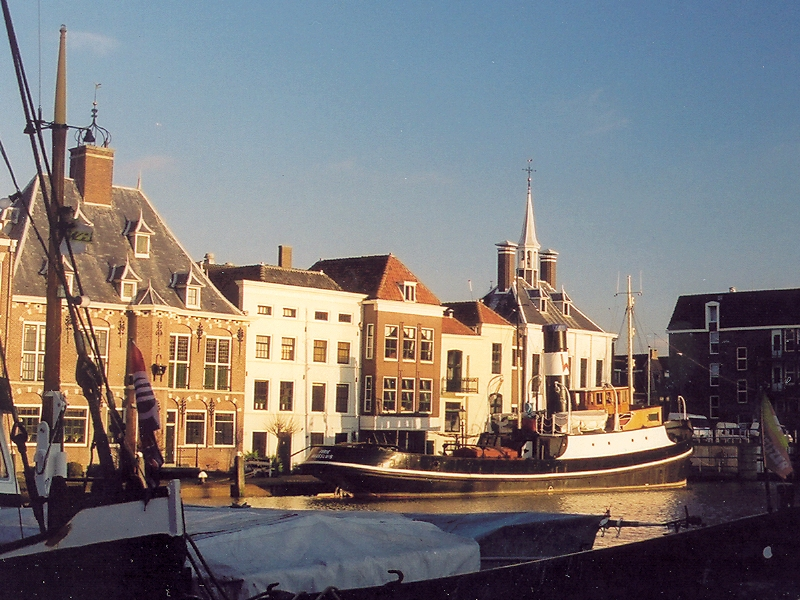
Puerto de Maassluis con remolcador antiguo
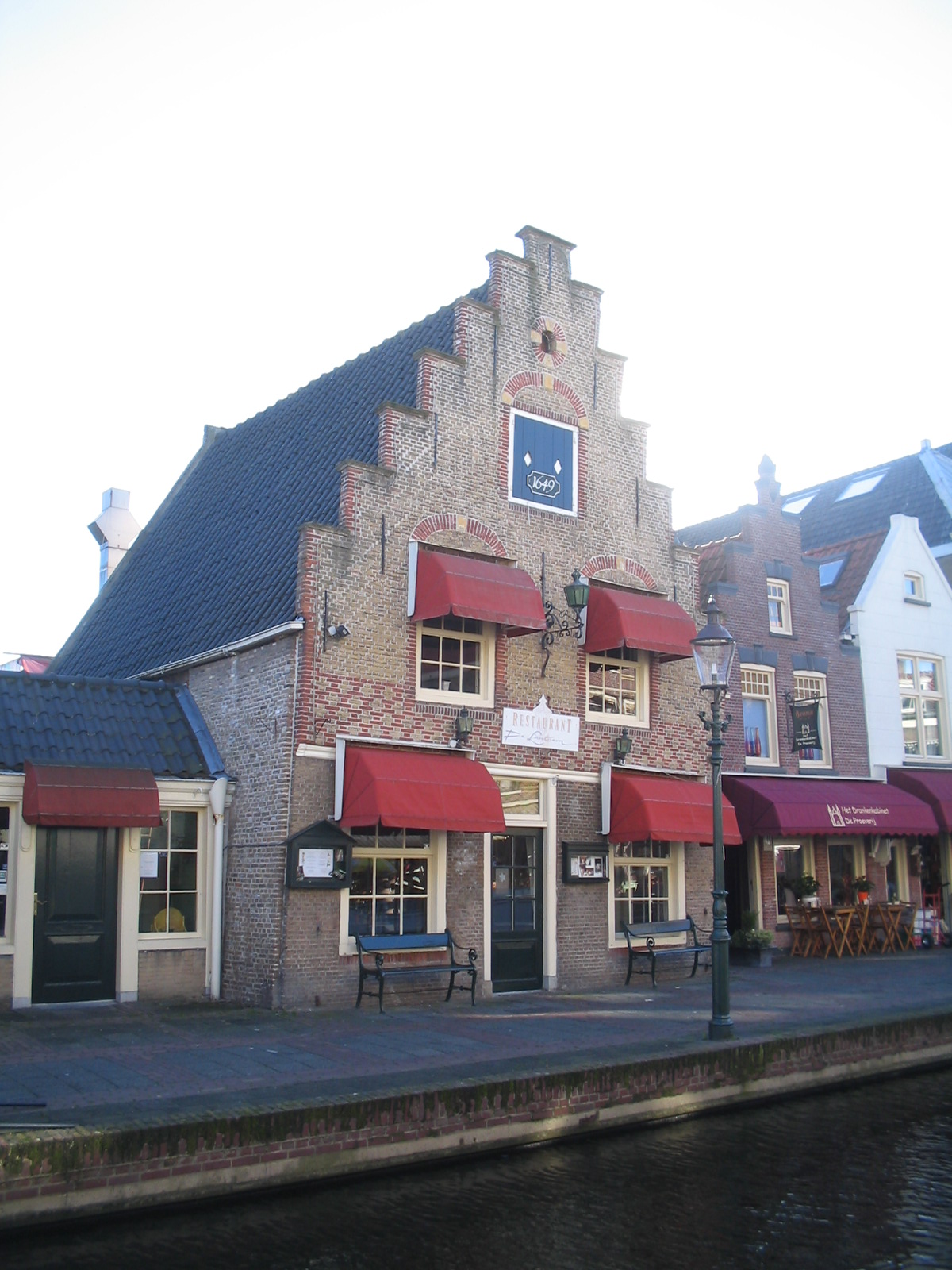
Edificio histórico de 1649, al Zuidvliet